# BBC Radio 4
BBC Radio 4 è un'emittente radiofonica britannica. Trasmette un'ampia varietà di programmi, che trattano l'attualità, la scienza e la storia. Sostituì il BBC Home Service il 30 settembre 1967.